# 北京地下鉄DKZ16型電車
北京地下鉄DKZ16型電車（ペキンちかてつDKZ16がたでんしゃ）は、北京地下鉄2号線で運転されている電車。

## 概要
DKZ16型電車は、長春軌道客車と北京地鉄車両装備（元北京地鉄車輛廠）によって製造され、2007年11月から営業運転を開始した。

## 編成
両端の先頭車が制御車、中間車3両が電動車、1両が付随車からなる、MT比3M3Tの6両編成である。
| DKZ16                                                                                           |               |            |            |            |            |            |            |                           |
| 車種                                                                                            | 車種          | 編成番号   | 編成番号   | 編成番号   | 編成番号   | 編成番号   | 編成番号   | 製造所                    |
| 車種                                                                                            | 車種          | Tc         | M          | T          | M'         | M          | Tc         | 製造所                    |
| 1次車                                                                                           | T401 ~ T416   | T4××1      | T4××2      | T4××3      | T4××4      | T4××5      | T4××6      | 長春軌道客車              |
| 1次車                                                                                           | T417 ~ T424   | T4××1      | T4××2      | T4××3      | T4××4      | T4××5      | T4××6      | 北京地鉄車輛廠            |
| 1次車                                                                                           | T425 ~ T433   | T4××1      | T4××2      | T4××3      | T4××4      | T4××5      | T4××6      | 長春軌道客車              |
| 2次車                                                                                           | T434 ~ T438   | T4××1      | T4××2      | T4××3      | T4××4      | T4××5      | T4××6      | 長春軌道客車              |
| 2次車                                                                                           | T439 ~ T448   | T4××1      | T4××2      | T4××3      | T4××4      | T4××5      | T4××6      | 北京地鉄車輛廠            |
| 3次車                                                                                           | T449 ~ T450   | T4××1      | T4××2      | T4××3      | T4××4      | T4××5      | T4××6      | 北京地鉄車輛廠            |
| Tc：先頭車（モーターなし） M：中間車 （モータ車） T：中間車（モーターなし）                     |               |            |            |            |            |            |            |                           |
| 動力 ユニット                                                                                   | 動力 ユニット | ユニット 1 | ユニット 1 | ユニット 2 | ユニット 2 | ユニット 3 | ユニット 3 |                           |
| 集電靴                                                                                          | 集電靴        |            | ⬛         |            | ⬛         | ⬛         |            |                           |
| 機器                                                                                            | SIV           | L          |            |            |            |            | R          | 三菱電機 株洲時菱交通設備 |
| 機器                                                                                            | VVVF          |            | L          |            | R          | R          |            | 三菱電機 株洲時菱交通設備 |
| 機器                                                                                            | CP            |            |            | L          | R          |            |            | クノールブレムゼ          |
| 積載量                                                                                          | 積載量        | 234人      | 252人      | 234人      | 252人      | 252人      | 234人      |                           |
| VVVF：VVVFインバータ（MAP-184-75VD177） SIV：静止形インバータ（NC-IBT-180A） CP：電動空気圧縮機 |               |            |            |            |            |            |            |                           |

## 車体・車内
DKZ16型電車は、先進的なネットワーク化制御理念を採用し、集積度が高く、機能が全面的で、各システムは冗長設計の原則を守っている。電車は糸引き処理を施した流線型ステンレス車体を採用し、先頭車の運転室にガラス鋼材質を採用し、安全防護係数を高める。
DKZ4型電車に比べて、DKZ16型電車の車内装飾は青・白調を主とし、しかも貫通路設計の考え方を採用し、車両の連結部に仕切りドアを設けず、ドア部に障害者のための車椅子渡板機構を増設した。電車各ドア上にはLED路線図が設置され、車両接続部にはLED走字スクリーンが設置されており、両者は列車が運行する次の駅、現在の駅、終点駅を共同で表示している。

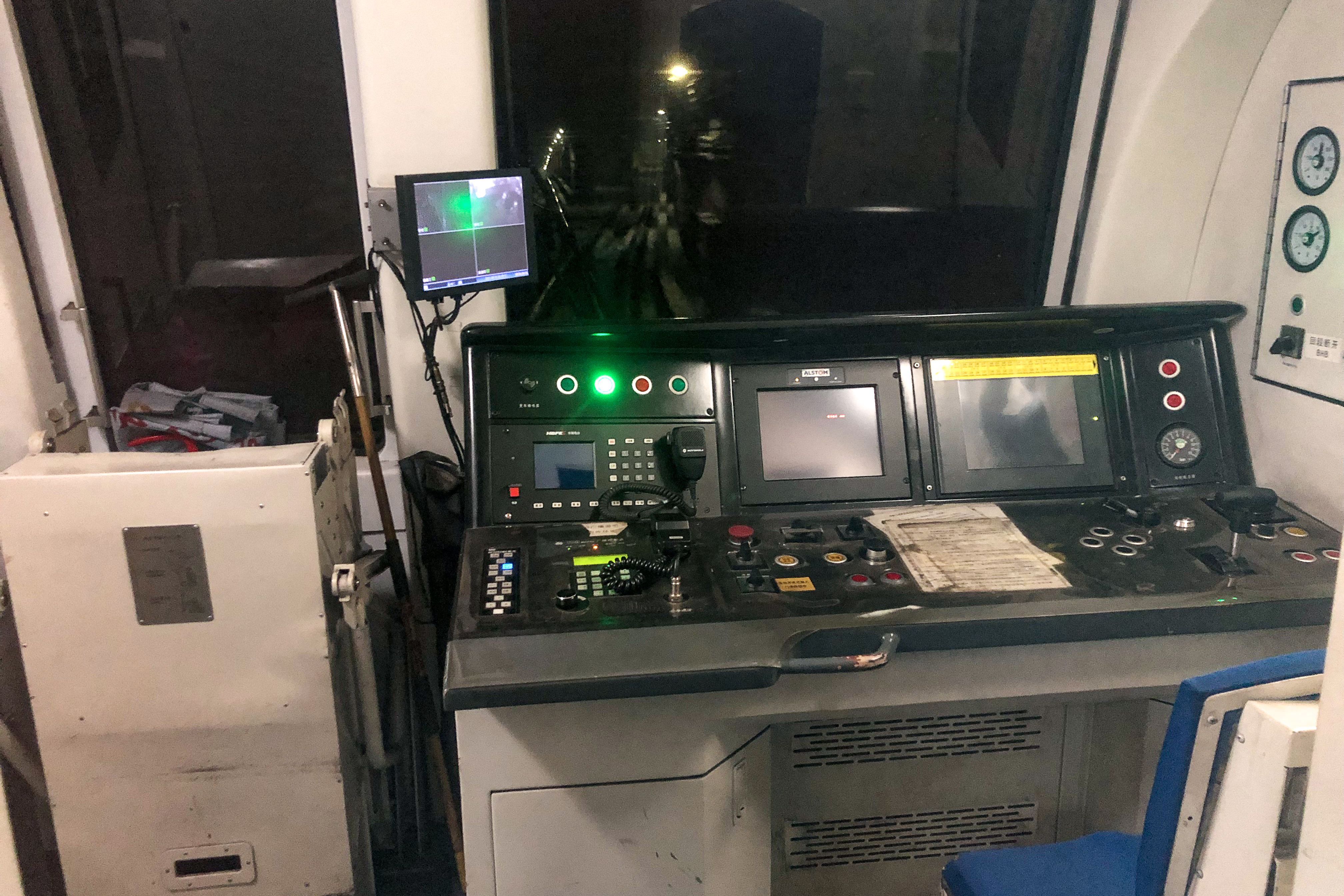
運転台
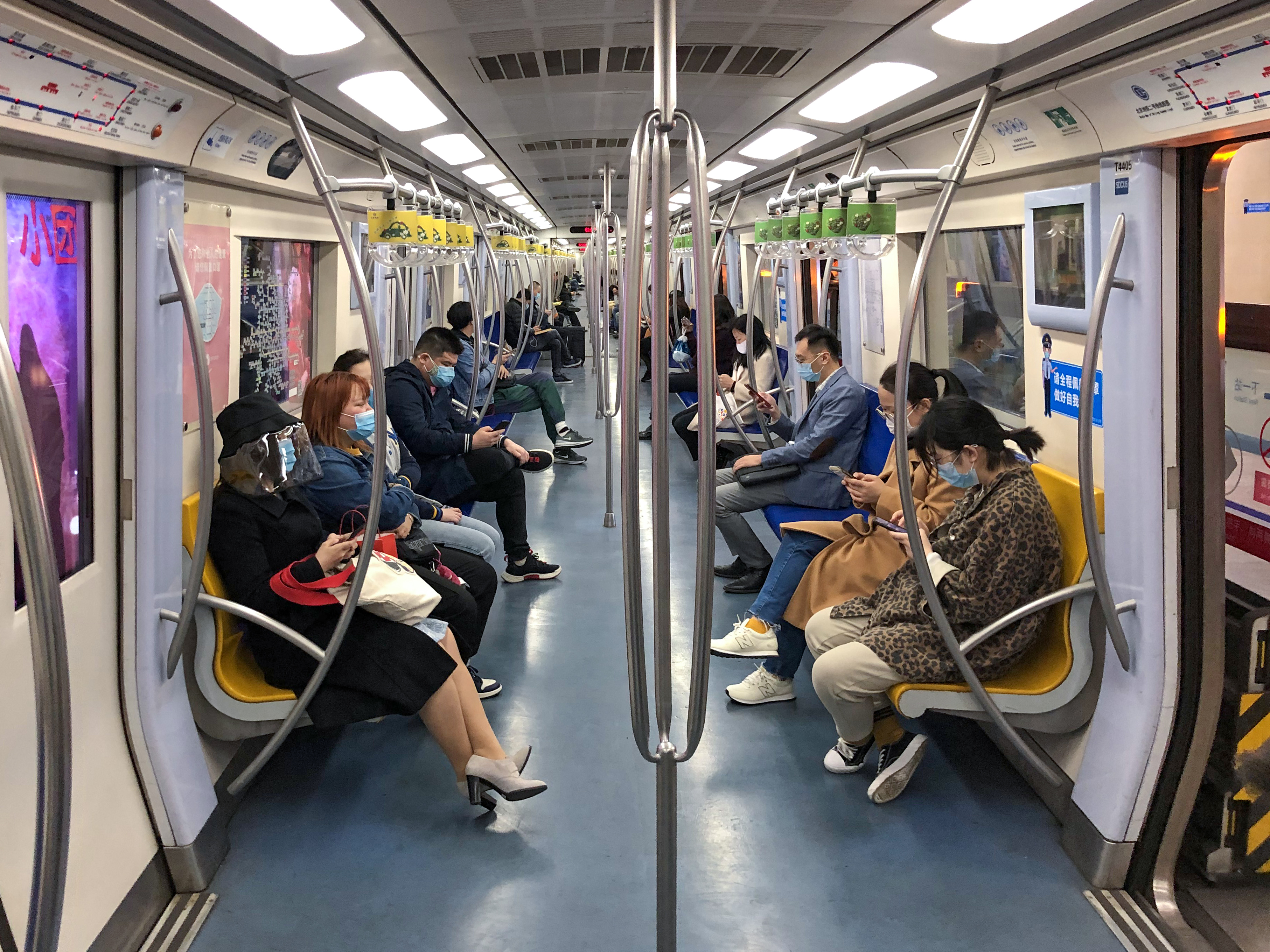
車両内部

## 機器類
主電動機・制御装置・補助電源装置はすべて三菱電機が設計した。
主電動機は、1時間定格出力 180 kW の三相誘導電動機を採用した。モーターの定格電圧は 550 V、定格電流は 240 A、動作周波数は 80 Hz、定格回転数 2355 r/min である。
制御装置は、IGBT素子を使用した2レベルVVVFインバータ制御装置（MAP-184-75VD177 形）を採用し、1本電車に3基を装備する。各インバータには、MS-F262 形パワーユニット1基が含まれており、1C4M1群方式でインバータ所在する車両の主電動機4基を制御して、スリップ周波数及び出力相順の制御により、列車の牽引・回生制動と前方・後方操作を実現する。

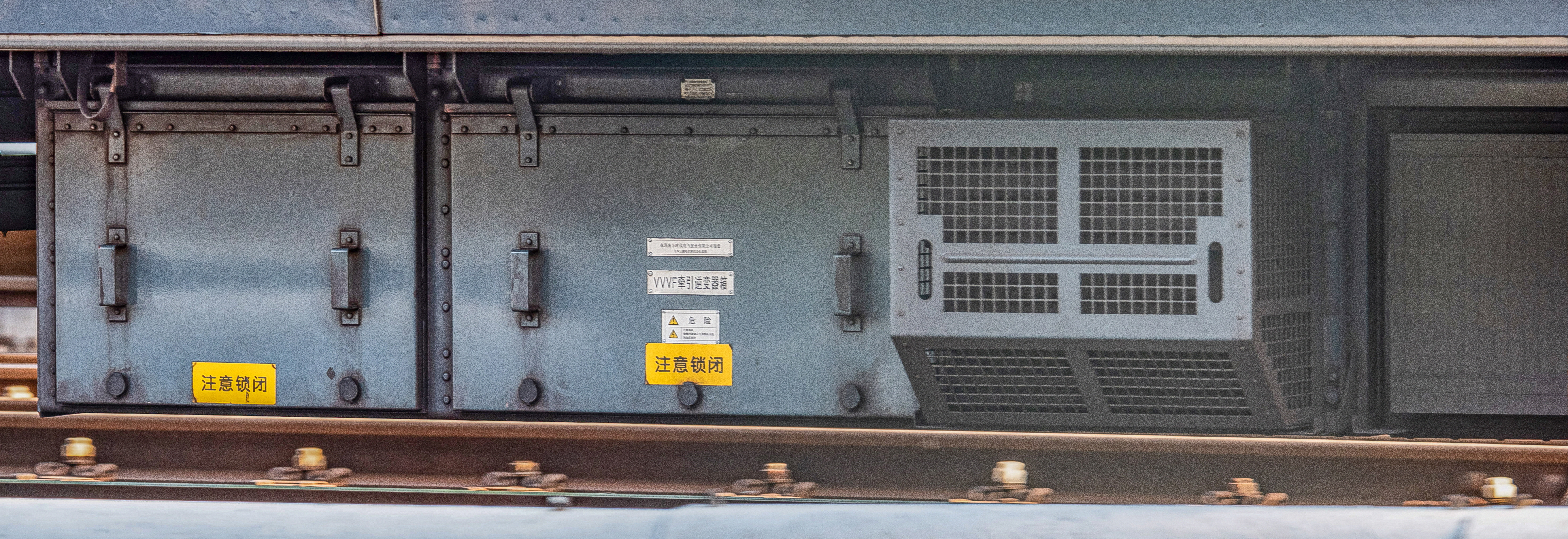
VVVFインバータ（MAP-184-75VD177）

補助電源装置は、IGBT素子を使用した 180 kVA 出力の NC-IBT180A 形静止形インバータを採用し、1本電車に2基を装備する。補助電源装置には、拡張給電機能があり、2基のうち1基が故障した場合、残りの1基が列車全体の給電を担当する。
ブレーキ制御装置は、クノールブレムゼ製 EP2002 形アナログ式電気空力制動システムを採用して、VV120 空気圧縮機とその付属電機・エアシリンダ・ゲートウェイバルブ、インテリジェントバルブ・速度センサなどから構成され、自己診断とトラブルシューティング機能があります。
冷房装置は王牌冷気（石家荘国祥）製、KGD29D 形冷房ユニット（冷房量 29 kW）と KG2.4 形冷房ユニット（運転室のみ、冷房量 2.4 kW）を採用した。それら冷房ユニットは、最適化されたダクト設計構造、鉄骨構造ユニットのプラットフォーム構造と協力して、小限界車両の風量分配均一性難題とダクトの騒音難題を解決した。